# ファアア国際空港
タヒチ・ファアア国際空港（タヒチ・ファアアこくさいくうこう、フランス語: Aéroport international de Tahiti Fa'a'ā、英語: Fa'a'ā International Airport）は、フランス領ポリネシアタヒチ島のファアアにある空港である。フランス領ポリネシア唯一の国際空港でもある。

## 概要
フランス領ポリネシアの最大都市パペーテから5km南西の場所にある。1960年に開港した。国際線を運行するエア タヒチ ヌイがこの空港を本拠地としている。南太平洋の航空の要所として南北アメリカ大陸やオセアニア、アジア各地との国際線のほか、エアタヒチがフランス領ポリネシアの島々をくまなく網羅しており、タヒチの空の玄関口となっている。
2010年までタヒチ島とモーレア島との間でシャトル便を運航していた、エア・モーレアのターミナルは、メインターミナル東100mほどの位置にある別のターミナルとなっていた。

## 施設
ターミナル1は国際線、ターミナル2は国内線が使用している。ターミナル1とターミナル2は歩道でつながっている。銀行、両替所、免税店、飲食店、花屋、郵便局などは出発ロビー、到着ロビーの両方にある。パペーテとの間はタクシーと船で行くことができる。駐車場はP1とP2の2つがあり、P1は国際線ターミナルに近く、P2は国内線ターミナルに近い。いずれもタラップによる搭乗で、ボーディングブリッジはない。

## 統計
元のウィキデータクエリを参照してください.

## 就航路線

### 国際線
| 航空会社                                  | 目的地 |
| ----------------------------------------- | --- |
| エア タヒチ ヌイ (TN)                     | 日本 : 東京/成田 ニュージーランド : オークランド 北アメリカ : ロサンゼルス/LAX ヨーロッパ : パリ/CDG（ロサンゼルス経由） |
| エアタヒチ (VT)                           | ラロトンガ |
| エールフランス (AF)                       | ロサンゼルス/LAX、パリ/CDG（ロサンゼルス/LAX経由）                                                                       |
| フレンチ・ビー(BF)                        | パリ/ORY（バンクーバー経由）                                                                                             |
| ニュージーランド航空 (NZ)                 | オークランド |
| エア・カレドニア・インターナショナル (SB) | ヌメア |
| ハワイアン航空 (HA)                       | ホノルル |
| デルタ航空 (DL)                           | ロサンゼルス/LAX 2022年12月17日より就航                                                                                  |

### 国内線
| 航空会社   | 目的地 |
| ---------- | --- |
| エアタヒチ | アへ、アナー、ヒバ・オア、アルトゥア、ボラボラ島、ファカラヴァ、ハオ、フアヒネ、カウクラ、マケモ、マニヒ、マタイヴァ、マウピティ、モーレア、ニアウ、ヌク・ヒバ、ライアテア、ランギロア、リマタラ、ルルトゥ、ライヴァヴァエ、ティケハウ、タカロア、タタコト、ティケハウ、マンガレヴァ、トゥブアイ |

### 旅客便就航都市一覧
フランス領ポリネシア
- ソシエテ諸島

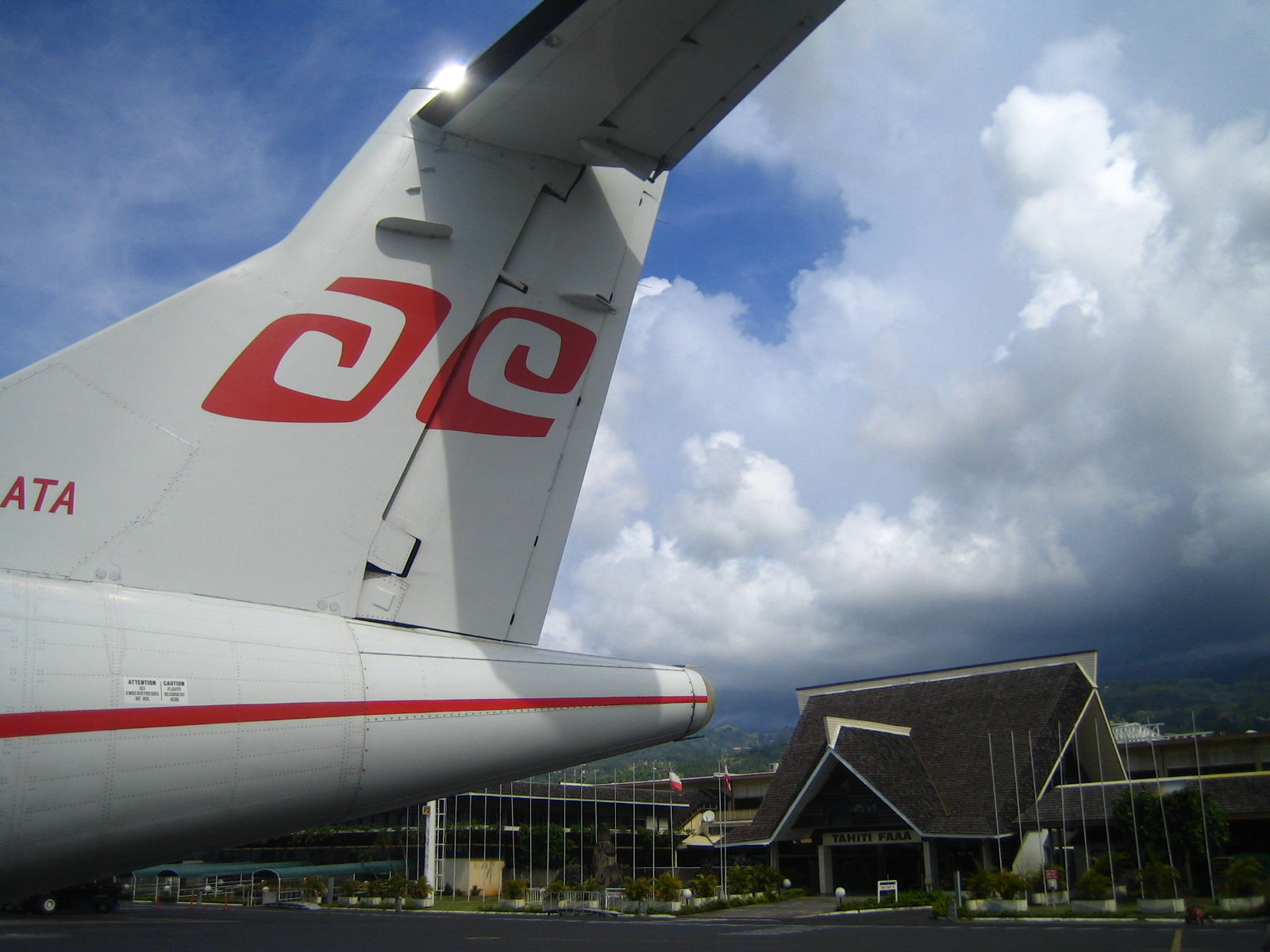
エアタヒチの尾翼とタヒチ・ファアア国際空港のターミナル外観

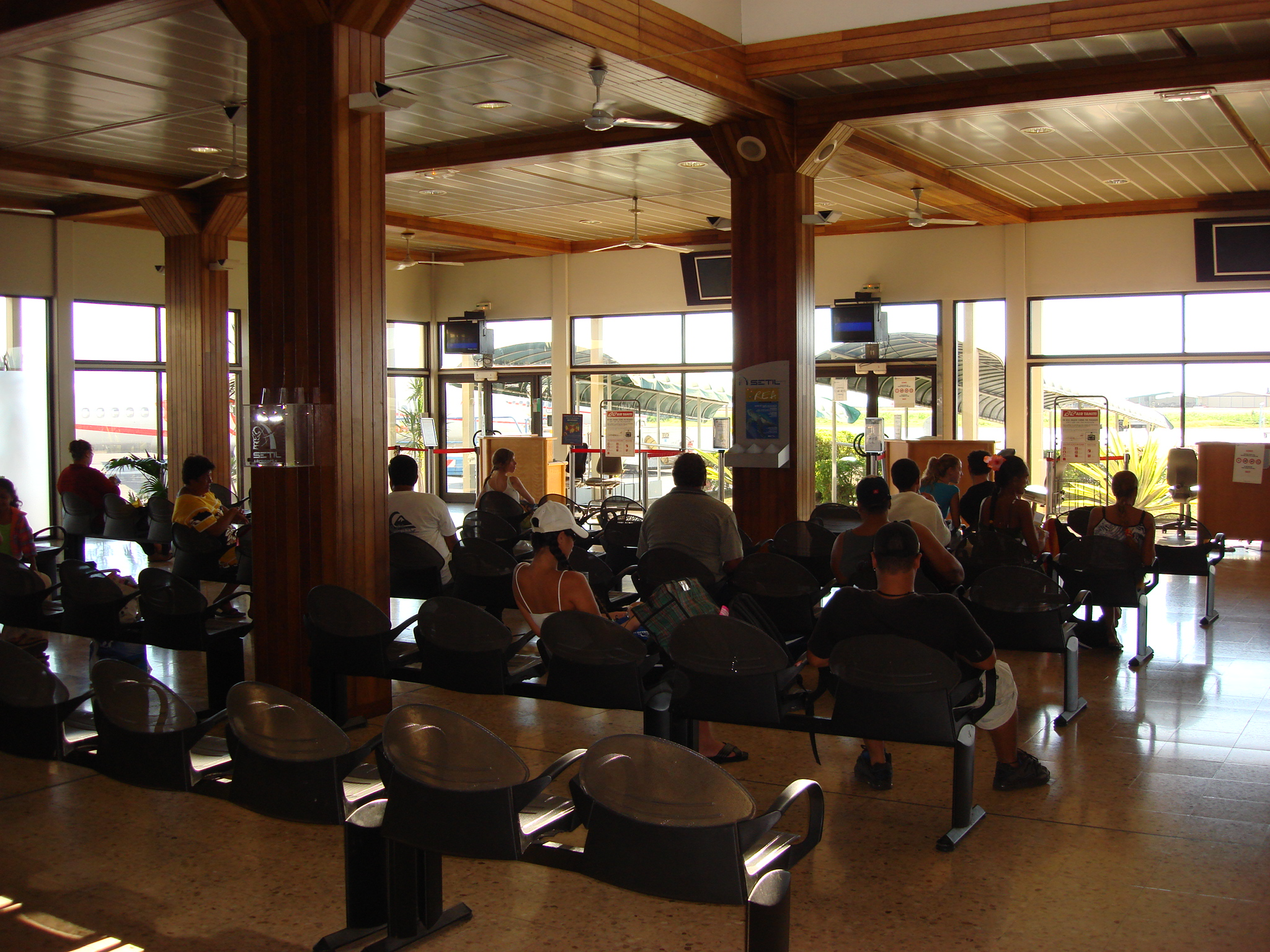
タヒチ・ファアア国際空港の待合室

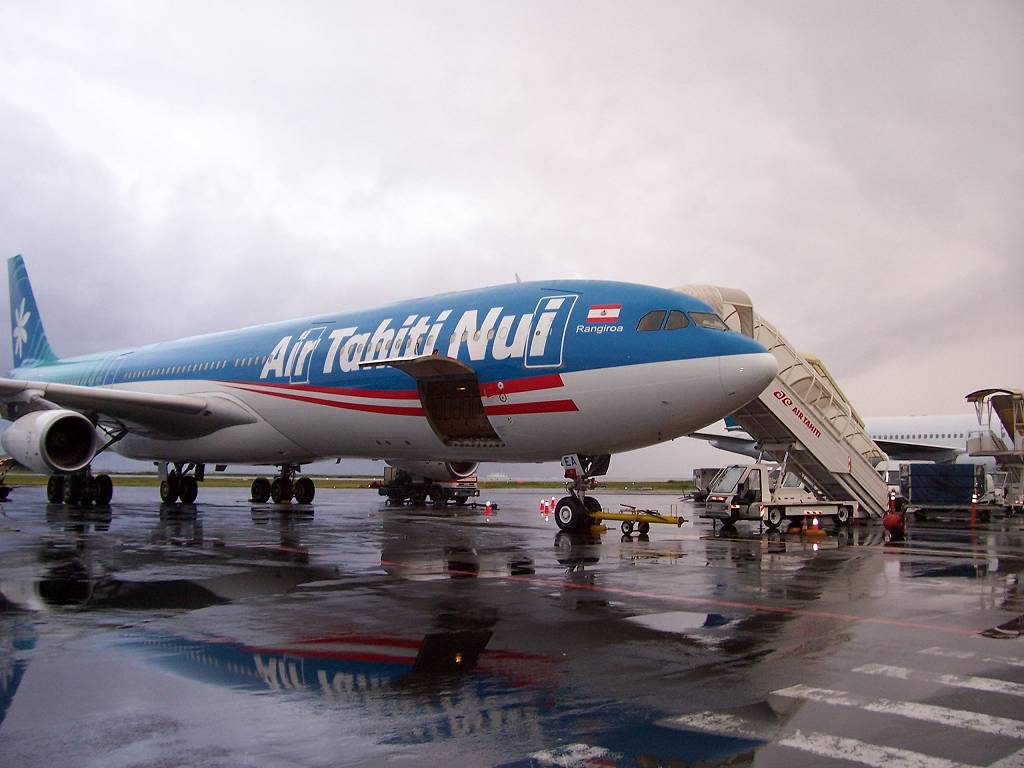
エア タヒチ ヌイのエアバスA340-300

  - ボラボラ島、フアヒネ島、マウピティ島、モーレア島、ライアテア島
- オーストラル諸島
  - リマタラ島、ルルツ島、ライヴァヴァエ島（英語版）、トゥブアイ島
- トゥアモトゥ諸島
  - アへ環礁（英語版）、アナー環礁（英語版）、アルトゥア環礁、ファカラヴァ環礁、ハオ環礁（英語版）、カウクラ環礁（英語版）、マケモ環礁（英語版）、マニヒ環礁、マタイヴァ環礁、ニアウ環礁（英語版）、ランギロア環礁、ティケハウ環礁、タカロア環礁（英語版）、タタコト環礁（英語版）、ティケハウ環礁
- ガンビエ諸島
  - マンガレヴァ島
- マルキーズ諸島
  - ヒバ・オア島、ヌク・ヒバ島

ポリネシア
- クック諸島 : ラロトンガ島
- ニュージーランド : オークランド
- アメリカ合衆国 : ホノルル

メラネシア
- ニューカレドニア : ヌメア

北アメリカ
- アメリカ合衆国 : ロサンゼルス

アジア
- 日本 : 東京/成田

ヨーロッパ
- フランス : パリ

## 脚註
1. ↑  路線マップ  Air Tahiti Nui